# 하인츠볼프강 슈나우퍼
하인츠볼프강 슈나우퍼(독일어: Heinz-Wolfgang Schnaufer, 1922년 2월 16일 ~ 1950년 7월 15일)는 독일의 공군 군인이다. 제2차 세계 대전 당시 독일 국방군 공군 야간전투기 조종사로서 세계 역사상 야간 최다 격추수를 기록했다. 총 121회의 격추는 모두 야간 격추라고 하며, 표적은 대부분 영국의 4발엔진 폭격기들이었다. 이 공로로 1944년 10월 16일 곡엽검금강석 기사십자 철십자장을 수훈받았다. "신트트라위던의 귀신"이라는 별명으로 불렸는데, 신트트라위던은 벨기에의 도시로 당시 독일이 점령중이던 벨기에 신트트라위던에 슈나우퍼의 부대가 주둔하고 있었다.
전쟁이 끝난 뒤 영국군에 포로로 잡혔다가 1년만에 석방되었고 고향으로 돌아가 가업인 포도주 사업을 이어받아 운영했다. 1950년 사업차 거래처인 프랑스 보르도에 들렀다가 교통사고를 당해 이틀만에 죽었다.
| 전임 대위 한스요아힘 야프스 | 제3대 제1야간전투비행단 제4비행집단 비행집단장 1944년 3월 1일 – 1944년 10월 26일 | 후임 대위 헤르만 그라이너 |

| 전임 중령 볼프강 티미히 | 제3대 제4야간전투비행단 비행단장 1944년 11월 20일 – 1945년 5월 8일 | 후임 (폐지) |